# 上山下郷運動

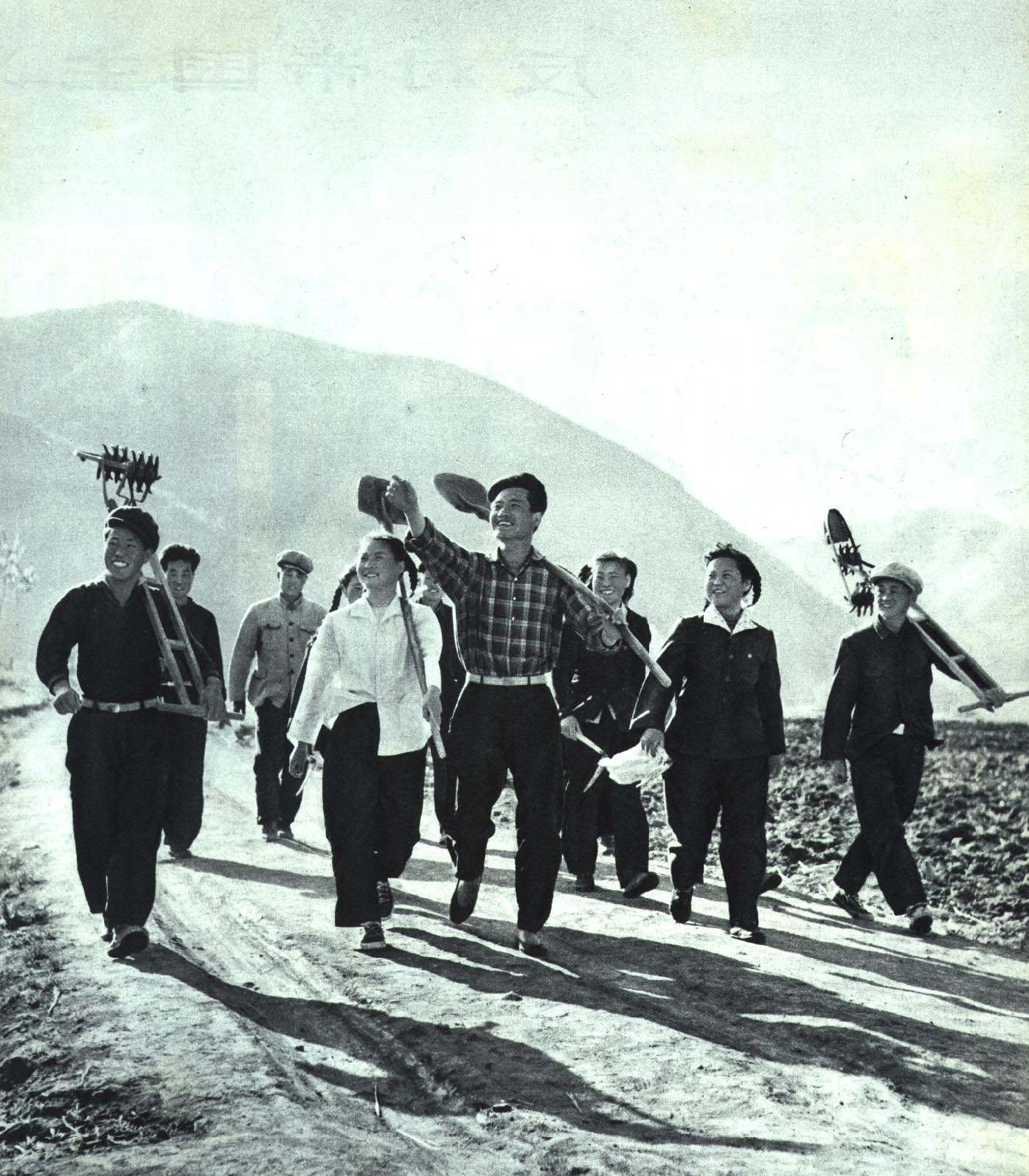
下郷する知識青年（『人民画報』1964年4月号より）

上山下郷運動（じょうさんかきょううんどう）中国語:上山下乡运动 とは、文化大革命期の中華人民共和国において、中国共産党中央委員会主席毛沢東の指導によって行われた青少年の地方での徴農（下放）を進める運動のこと。下放はそれまでにも行われていたが、文化大革命以後、都市部の青年層に対して、地方の農村で肉体労働を行うことを通じて思想改造をしながら、社会主義国家建設に協力させることを目的とした思想政策として進められた。
この政策は、「農民と労働者を同盟させる」という毛沢東思想を強化し、青年を農村体験で思想教育し、都市と農村の格差も解消するという大規模な実験であった。一方で、青年が修正主義に向かうのを防止し、都市で深刻になってきた失業問題を一気に解決するほか、無職の青少年の勢力が政治的脅威になる前に彼らを都市から追放するという政治的目的もあった。

## 目的
1950年代の人民公社政策や大躍進運動の失敗によって実権を失っていた毛沢東は、1965年から実権派に対する奪権を目指し、文化大革命を計画、それと同時に、旧思想や旧習慣の打破を主張する紅衛兵が学生を中心に台頭するようになった。毛は1966年8月18日から11月26日にかけて全国から上京してきた紅衛兵延べ1,000万人と北京の天安門広場で会見し、紅衛兵運動は全国に拡大するようになった。
しかし、紅衛兵運動は派閥に分裂し、1966年から1968年にかけて実権派打倒に猛威を振るい、毛も統制ができなくなったために上山下郷運動が行われた。農村支援の名目のもとに約1600万の中学卒業生が農村や辺境に追放され徴農される下放政策が行われた。

## 運動の開始
1968年の夏、例年通りの大学入試や雇用はついに行われず、多くの青少年が都市において無職のまま紅衛兵運動に没頭した。北京の清華大学では、1967年以降、学生の派閥の分裂や争いが起こり、相互の論戦から100日続く武力闘争へと発展（百日大武闘）、1968年7月28日には事態収束のため毛沢東が人民大会堂で学生リーダーたちを説得しなければならない状態になった。こうしたことから紅衛兵運動は停止された。1968年12月22日には『人民日報』が「若者たちは貧しい農民から再教育を受ける必要がある」として、都市に住む中学生・高校生などは農村に行って働かなければならないという毛の指示を報じた。
この上山下郷運動による下放は、その後、1968年からおよそ10年間に渡り行われた。都市と農村の格差撤廃という共産主義のスローガンの影響と、都市部の就職難を改善させる目的から、半強制的な性格かつ永住を強制する措置として行われ、10年間に1600万人を超える青年が下放させられた。その行き先は雲南省、貴州省、湖南省、内モンゴル自治区、黒竜江省など、中国の中でも辺境に位置し、経済格差が都市部と開いた地方であった。ただし、一部の党幹部の子女の中には、軍に入ったり、都市郊外の農村に移住したりするなど比較的恵まれた時期を過ごせた者もあった。
多くの青少年は「毛主席に奉仕するため」として熱狂的に下放に応じた。「広闊な天地にはなすべきことがたくさんある」などのスローガンのもと、辺境の農村に住み込んだり生産建設兵団で開墾作業に従事したりした若者たちは、やがて、地方と都市とのいちじるしい落差や農作業の厳しさに苦しむようになった。農業の専門家でもないのに農法や政治思想について農民たちにあれこれ指示しようとした学生たちは、識字率も低く古くからの意識や因習を残す農村の人々の反発を受け、現地になじむことはできなかった。農村には都市のような娯楽も高等教育もなく、家族や都市を懐かしむにも帰ることはできなかった。
中ソ対立の激化により、同じ1968年末には、毛は「全民皆兵」を叫んで全国民に対し戦争や飢饉に備えるよう命令した。各都市では防空壕が建設され、多くの軍需工場や研究機関が沿海部から内陸部へと西遷した。また、生産建設師団や農墾師団が内陸を中心とした各地方に配備され、ソ連との戦争に備えながら開拓などを行った。1950年代に設置された「新疆生産建設兵団」と1969年から設置された「黒竜江生産建設兵団」に加え、さらに、10個の生産建設兵団（内モンゴル、蘭州、広州、江蘇、安徽、福建、雲南、浙江、山東、湖北）と3つの農墾師団（チベット、江西、広西）が設置され、多くの青年が地方に送られた。

## 政策の終わり
1970年代に入り、各種の名目（工場などへの就業、政府・党・研究機関などへの登用、病気による免除、一人息子・一人娘・両親不在などの理由による免除など）によって徐々に青年たちの都市への帰還（回城）が認められるようになった。1970年代後半には辺地にとどまったままの青年たちは、請願・ストライキ・絶食・線路上に寝るなどの抗議運動を通じて「回城」を要求する抗争を各地で展開した。映画監督のチェン・カイコーも下放された、雲南省のシーサンパンナでの抗争が有名である。
1978年10月、「全国知識青年上山下郷工作会議」は上山下郷運動を停止し、青年たちの都市帰還問題と就職問題にあたるようになった。1979年以後、農村で結婚し永住することになった人々を除く多くの青年が帰宅を始めた。なかには既に現地で結婚していたが離婚して元の街に帰った人々もおり、取り残された妻や夫、その子供らも後を追って都市へ向かうなど各地で別離が相次いだ。各種の原因で辺境にとどまった知識青年は数十万人に達するとの統計もある。
1千万人以上の帰還者を迎えた都市部でも、就職や学業復帰・家庭復帰をめぐって混乱が起きた。1966年から1968年の3年間に中学・高校にいた世代（「老三届」）は既に大学入試の年限を過ぎていたが、特別に入試を許可され、一回り若い世代に混じって大学生となった。鄧小平政権が1980年代初頭に突然「計画生育政策（一人っ子政策）」を強化したのは、青年たちの都市帰還や生活再開、就業圧力に対する一種の反応であるという見方もある。

## その後の評価
この政策によって、中華人民共和国では大学が1972年ごろまで閉鎖され、多くの青年層が教育の機会を失った。また、大学再開後も入学試験は行われず、青年層は農村に下放されたため専門知識を持つ人材の育成は大きく遅れた。このために、中国の教育システムならびに学術研究分野は後継者を育てることができず崩壊し、下放を受けた世代には無学歴・低学歴という状況が顕在化した。また、この政策によって中国の経済発展がいちじるしく停滞したといわれている。
この政策により都市における失業や就業圧力は一時的に緩和したが、紅衛兵とそれに続く「貧困農村での再教育」は多くの若者の精神を荒廃させ、無数の家庭を離散させた。高等教育や研究活動が全中国で中断したほか、1980年代以後に教育を受けた世代・文革前に教育を受けた世代と、下放で教育どころではなかった世代の間に深刻な知識の断絶を生んだ。
上山下郷運動から数十年後、この時期に青年期を送った世代は社会の主力となっているが、高等教育をうけることのできた次の世代がこの世代を追い越して政治や経済の指導層になる現象も起こっている。また、1990年代以降の国営企業合理化にともなう「下崗」（一時帰休）はこの世代を直撃している。
辺境で青春時代を過ごした下放世代は当時のことを一様に「遺憾な体験」と表現するが、一方では懐かしむ向きもある。農村の厚い人情に触れ、質素な生活で心身が鍛えられたとプラスに考え、この世代のうけた共同体験は無駄ではなかったと述べる者や、「第二の故郷」である当時の下放先を再訪する者がいる一方、当時の厳しい生活に対する痛恨や怨念が強いために、当時の場所には二度と戻りたくないという者も多い。
この世代に対し、政治的に利用され農村で苦痛に満ちた生活を10年にわたって送らされた体験や、その後も時代の変化の直撃を受け続けてきた体験から、毛沢東思想や革命思想のみならずあらゆる「理想」を信じることができなくなった荒廃した世代だとの指摘もある。この世代の小説家には、史鉄生、葉辛、梁暁声、張承志、張抗抗など当時の知識青年の直面した体験やその残した傷跡を探る小説（傷痕文学）を書く作家も多い。
2019年4月、中国共産主義青年団は2022年までに学生1000万人超を地方に派遣すると決定して「下放の復活」として物議を醸した。現在の最高指導者、習近平総書記も少年期に下放を経験している。

### 主題とした映画
- 子供たちの王様（中国語版）（1987年、中国、監督：チェン・カイコー〈陳凱歌〉）
- 太陽の少年（1994年、中国・香港、監督：チアン・ウェン〈姜文〉）
- シュウシュウの季節（1999年、アメリカ合衆国、監督：ジョアン・チェン）
- 延安の娘（2002年、日本、監督：池谷薫）
- 小さな中国のお針子（2002年、フランス・中国、監督：ダイ・シージエ）